# Костянтин Шанава
Костянтин Шанава (груз. კონსტანტინე შანავა; нар. 5 травня 1985) – грузинський шахіст, гросмейстер від 2006 року.

## Шахова кар'єра
Кілька разів представляв Грузію на чемпіонатах світу та Європи серед юніорів у різних вікових категоріях. Найбільшого успіху в цих змаганнях досяг у 2001 році в Орпезі, коли завоював титул чемпіона світу в категорії до 16 років.
Гросмейстерські норми виконав 2005 року в таких містах, як: Оломоуць (поділив 1-ше місце разом з Олександром Потаповим), Стамбул (поділив 1-ше місце разом із, зокрема, Олександром Карпачовим) і Баку (посів 1-ше місце). Інших успіхів досягнув у таких містах, як: Оломоуць (2003, поділив 1-ше місце разом із, зокрема, Віктором Лазнічкою і Яном Бернасеком), Стамбул (2005, поділив 1-місце разом з Олександром Карпачовим, Вугаром Гашимовим, Михайлом Кекелідзе, Леваном Панцулаєю, Давідом Арутюняном, Живко Братановим і Євгеном Мірошниченком), Тбілісі (2006, посів 3-тє місце позаду Акакі Шаламберідзе і Давіда Арутюняна), Стамбул (2007, поділив 2-ге місце позаду Михайла гуревича, разом із зокрема, Гадіром Гусейновим, Леваном Панцулаєю і Ельтаджем Сафарлі), Конья (2007, посів 1-ше місце), Тбілісі (2007, поділив 1-місце разом з Вігеном Мірумяном і 2008, чемпіонат Грузії, поділив 3-тє місце разом з Міхалом Мчедлішвілі). У 2012 році поділив 1-ше місце (разом з Андреєм Істрецеску на турнірі Neckar-Open у Дайцизау.
Представник Грузії на шаховій олімпіаді (2012); бронзовий призер в особистому заліку на 5-й шахівниці.
Найвищий рейтинг Ело в кар'єрі мав станом на 1 травня 2012 року, досягнувши 2589 очок займав тоді 6-те місце серед грузинських шахістів.

## Зміни рейтингу
| На цьому місці має відображатися графік чи діаграма, однак з технічних причин його відображення наразі вимкнено. Будь ласка, не видаляйте код, який викликає це повідомлення. Розробники вже працюють для того, щоби відновити штатне функціонування цього графіка або діаграми. | |
| | На цьому місці має відображатися графік чи діаграма, однак з технічних причин його відображення наразі вимкнено. Будь ласка, не видаляйте код, який викликає це повідомлення. Розробники вже працюють для того, щоби відновити штатне функціонування цього графіка або діаграми. |